# Perpignan
Perpignan (wymowaⓘ, kat. Perpinyà, oksyt. Perpinhan, hiszp. Perpiñán) – miasto i gmina w południowej Francji (Oksytania), na wybrzeżu Morza Śródziemnego, ośrodek administracyjny departamentu Pireneje Wschodnie, główne miasto historycznej krainy Roussillon, dawna stolica Królestwa Majorki.
Według danych na rok 2004 gminę zamieszkiwały 116 700 osoby, a gęstość zaludnienia wynosiła 1715 osób/km² (wśród 1545 gmin Langwedocji-Roussillon Perpignan plasuje się na trzecim miejscu pod względem liczby ludności, natomiast pod względem powierzchni na miejscu dwudziestym pierwszym). W tym samym roku zespół miejski liczył 139 tys. ludzi.
W mieście znajduje się stacja kolejowa Gare de Perpignan.
17 lipca 1793 roku pod Perpignan rozegrała się bitwa pomiędzy wojskami hiszpańskimi pod dowództwem Antoniego Ricardosa a oddziałami Republiki Francuskiej, dowodzonymi przez Louis-Charles’a de Flersa. Bitwa okazała się zwycięska dla strony francuskiej.
Przyszedł tutaj na świat biatlonista Martin Fourcade wielokrotny mistrz świata i olimpijski.

## Klimat
Średnia dobowa temperatura najwyższa jest w lipcu (23,8 °C), natomiast najniższa w styczniu (8,4 °C). Liczba dni z opadami podobna jest przez cały rok i waha się od 2 do 6 dni w ciągu miesiąca. 
| Miesiąc                                                                                      | Sty  | Lut  | Mar  | Kwi  | Maj  | Cze  | Lip  | Sie  | Wrz  | Paź  | Lis  | Gru  |    |
| -------------------------------------------------------------------------------------------- | ---- | ---- | ---- | ---- | ---- | ---- | ---- | ---- | ---- | ---- | ---- | ---- | -- |
| Średnie temperatury w dzień [°C]                                                             | 12.3 | 13.4 | 15.7 | 17.6 | 21.3 | 25.3 | 28.8 | 28.4 | 25.1 | 20.4 | 15.6 | 13.2 |    |
| Średnie dobowe temperatury [°C]                                                              | 8.4  | 9.2  | 11.3 | 13.2 | 16.8 | 20.7 | 23.8 | 23.6 | 20.4 | 16.2 | 11.6 | 9.2  |    |
| Średnie temperatury w nocy [°C]                                                              | 4.4  | 5.1  | 7.0  | 8.9  | 12.4 | 16.1 | 18.8 | 18.8 | 15.6 | 11.9 | 7.6  | 5.3  |    |
| Średnia liczba dni z opadami                                                                 | 5    | 4    | 4    | 6    | 5    | 4    | 2    | 3    | 4    | 4    | 4    | 5    | 50 |
| Źródło: Norwegian Meteorological Institute and Norwegian Broadcasting Corporation 2016-06-09 |      |      |      |      |      |      |      |      |      |      |      |      |    |

## Zabytki

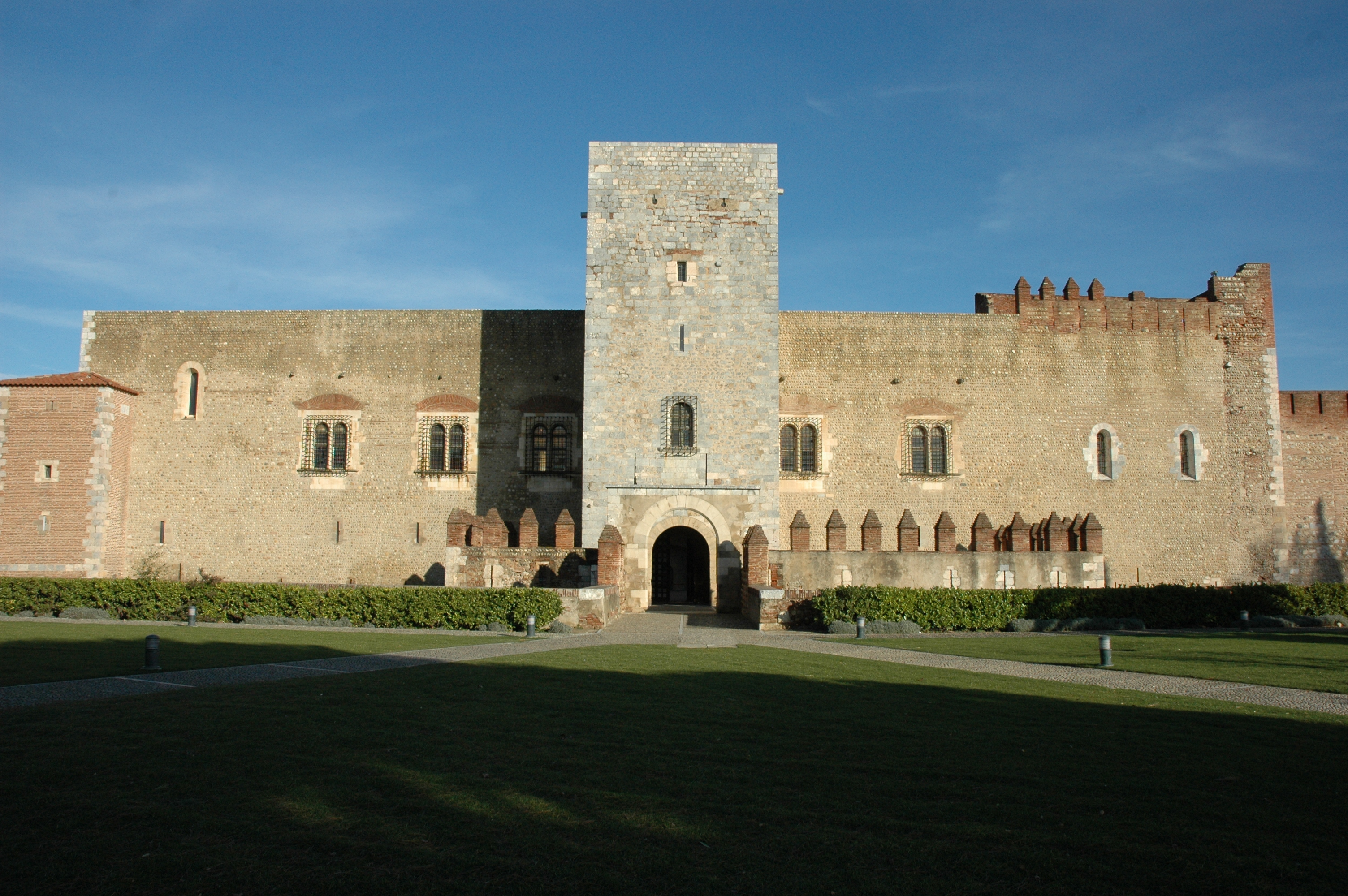
Pałac królów Majorki

Zabytki na terenie gminy posiadające status monument historique:
| - akwedukt Arcades (Aqueduc des Arcades) - Campo Santo - Casa Xanxo - koszary św. Jakuba (Caserne Saint-Jacques) - Castillet - katedra św. Jana Baptysty (Cathédrale Saint-Jean-Baptiste) - kaplica Château-Roussillon (Chapelle de Château-Roussillon) - kaplica Notre-Dame-des-Anges (Chapelle Notre-Dame-des-Anges) - kino Castillet (Cinéma le Castillet) - klasztor Dames de Saint-Sauveur (Couvent des Dames de Saint-Sauveur) - klasztor dominikanów (Couvent des Frères Prêcheurs) - klasztor minimitów (Couvent des Minimes) - klasztor św. Klary (Couvent Sainte-Claire) - kościół karmelitów (Église des Carmes) - kościół Réal (Église de la Réal) - kościół św. Jakuba (Église Saint-Jacques) - kościół św. Mateusza (Église Saint-Mathieu) | - kościół św. Jana Starszego (Église du Vieux-Saint-Jean) - Hôtel Pams - Hôtel Saint-Antoine - Hôtel de Senesterra - ratusz (Hôtel de ville) - budynek przy 2, rue des Abreuvoirs - przystań morska (Loge de mer) - Magasin Aux Dames de France - dom przy 3, rue des Fabriques-Nabot - Maison Julia przy 2, rue des Fabriques-Nabot - muzeum historii naturalnej (Muséum d'histoire naturelle) - oppidum gallo-romańskie Ruscino (Oppidum gallo-romain de Ruscino) - budynek sądu (Palais de justice) - pałac królów Majorki (Palais des rois de Majorque) - wysadzana skała (Pierre incrustée) - wieża Château-Roussillon (Tour de Château-Roussillon) - uniwersytet – amfiteatr, dziedziniec, krata (Université – amphithéâtre, cour, grille) |

## Miasta partnerskie
- Hanower, Niemcy
- Lancaster, Wielka Brytania
- Lake Charles, Stany Zjednoczone
- Sarasota, Stany Zjednoczone
- Tyr, Liban
- Girona, Hiszpania
- Barcelona, Hiszpania
- Figueres, Hiszpania
- Ma’alot-Tarszicha, Izrael
- Tavira, Portugalia